# Ванеса Лешеј
Ванеса Џој Лешеј (енгл. Vanessa Joy Lachey; 9. новембар 1980) је америчка телевизијска и филмска глумица.
Лешејева је најпознатија по улози посебне агенткиње Џејн Тенант у серији Морнарички истражитељи: Хаваји.